# Pseudoneureclipsis nissanka
Pseudoneureclipsis nissanka är en nattsländeart som beskrevs av Schmid 1958. Pseudoneureclipsis nissanka ingår i släktet Pseudoneureclipsis och familjen fångstnätnattsländor. Inga underarter finns listade i Catalogue of Life.